# جوار العفص
جوار العفص (به عربی: جوار العفص) یک روستا در سوریه است که در استان حمص واقع شده‌است. جوار العفص ۳۸۵ نفر جمعیت دارد.